# 须成忠
须成忠IEEE Fellow，现任澳门大学科技学院院长、协同创新研究院代院长、计算机及信息科学系讲座教授，国家科技部重点研发计划首席科学家。曾任美国韦恩州立大学电子与计算器工程系主任、以及中国科学院深圳先进技术研究院数字所所长兼云计算技术研究中心主任。

## 生平
1986年获得南京大学学士学位，1989年获得南京大学硕士学位，1992年获得香港大学博士学位。1995年担任美国韦恩州立大学助理教授，2001年升任副教授，2007年升任正教授，电子与计算机工程系系主任。2011年5月起担任中国科学院深圳先进技术研究院数字所所长兼云计算中心主任。2015年被选为美国电气电子工程师学会会士。

## 研究方向
须教授的主要研究方向包括并行与分布式系统、云计算和大数据、智能交通和智能城市，及无人驾驶技术。2019年开始承担国家科技部智慧城市重点研发专项，广东省云数据中心重点专项，澳门FDCT无人驾驶重点研发专项，和深圳市数据智能与城市计算重点专项，迄今在相关领域发表两本专著《LoadBalancing:PracticeandExperience》（Springer,1996）《ScalableandSecureInternetServicesandArchitecture》（Chapman Hall/CRC2005）并在国际知名学术期刊及会议上发表学术论文三百余篇，引用过万次，H-index=60，并多次获计算机领域HPCA、HPDC、Cluster，ICPP等著名会议最佳论文或提名奖，拥有一百多项PCT及国家发明专利。
获2014年中国电子学会科技进步一等奖和2019年建设部华夏建设科技进步一等奖等多个国家和地方奖项，2015年当选IEEEFellow，2016年入选科学中国人年度人物。研发的云数据中心资源管理和分布式系统中的位置服务等技术转移给华为、中兴、阿里巴巴等企业，并成功孵化深圳北斗应用技术研究院，获滴滴出行投资。

## 研究成果
在并行计算方面，提出了一组深具影响的“维度交换”扩散性负载平衡算法。该方法很好地解决了系统资源管理中一个长期未决的负载均衡兼顾数据局域性的问题，并提供了一个灵活的全局优化与开销之间折衷的手段。在分布式计算方面，率先提出了一种基于自适应反馈控制的服务器资源管方法来确保系统在负载异常情况下的在线服务可靠性和稳定性。同时，也最早提出了一种便于多属性检索和易于维护的结构化点对点网络系统架构，和一种基于语义的网络服务缓存及预取方法等一系列可扩展性技术。对大规模系统的可靠性和能耗进行了深入的研究，并提出了一种对系统已往故障事件在不同时空域内相关性的定量分析模型。以此为基础开发了一组基于机器学习的前摄性（proactive）系统故障应对策略来提高大规模系统的可用性。在系统能耗方面，提出了一组动态电压调整算法来优化系统整体能耗。针对网络和云计算服务请求一类的软实时任务，首次量化了能耗与实时响应请求之间的关系，并以此来实现系统性能与能耗的折中。在云计算方向，用强化学习的办法来配置虚拟机与应用程序的参数，以全面优化多用户云计算系统性能。首先提出一种在NUMA服务器上挖掘数据局部性的虚拟机调度算法，该算法比经典的CreditScheduler性能提高30%以上。提出一种数据局部性感知的MapReduce任务调度算法，在虚拟集群环境上将性能提高1.5倍以上。在大数据应用方面，首先提出一组用户移动行为的分析模型，通过融合出租车数据，地铁数据和手机数据，精准刻画市民的出行行为模式。在基于机器学习的智能调度方面也有较多的积累。是较早尝试用强化学习及基于神经元网络的强化学习方法对云数据中心的虚拟机及虚拟机网络进行自适应配置管理，对虚拟机网络与Web应用配置参数联合调优，和对虚拟集群环境下HadoopMapReduce应用进行自适应配置管理的研究，相关结果得到学术界广泛关注，也获HPDC2013最佳论文奖提名。对强化学习算法，特别是Q-learning算法进行理论上探索，证明了异步并行Q-learning的收敛性条件并给出收敛速度。此外，还尝试用RandomForest，EnsembleLearning等其他机器学习方面对Hbase,Spark等应用框架等进行参数调优。
须教授带领团队开发了具有自主知识产权的先进云/先进数据一体化服务平台xCloud/xData，系统集成了性能优化、故障主动检测与恢复、动态负载均衡、绿色节能等算法成果，实现安全可靠、高效节能、互联互通的目标，并成功应用于智能交通和智能医疗。系统获2011年计算器大会“优秀创新成果奖”。基于先进云平台的低成本全生命周期企业管理软件获2011年获“优秀产品奖”。“先进云”平台技术成功转移转化给中兴通讯公司，并获2014中国电子学会“科学技术一等奖”。团队以智慧交通方面的工作为基础，2014年成功孵化“北斗应用技术研究院”有限公司,并获滴滴出行公司（滴滴公交）和深圳公交公司投资。